# Česko Slovenský X Factor
Česko Slovenský X Factor je interaktivní hudební soutěž s prvky reality show, kterou vytvořil Simon Cowell a v roce 2014 se poprvé objevila současně na českých a slovenských televizích. V Česku byla vysílána na Primě a na Slovensku na sesterské televizi TV JOJ. Tato soutěž vychází z původní britské verze soutěže The X Factor, která se pod mnoha různými názvy vysílá po celém světě. 25. května 2014 se vítězem stal Peter Bažík ze Slovenska.
TV JOJ oznámila nasazení soutěže v polovině listopadu 2013, původně jako X Factor Slovensko. V polovině prosince oznámila vstup do projektu také česká TV Prima (v roce 2008 vysílala český X Factor TV Nova).
Vítězem prvního Česko Slovenského X Factoru se stal Peter Bažík. Vítěznou mentorkou se stala Sisa Sklovská.

## Historie

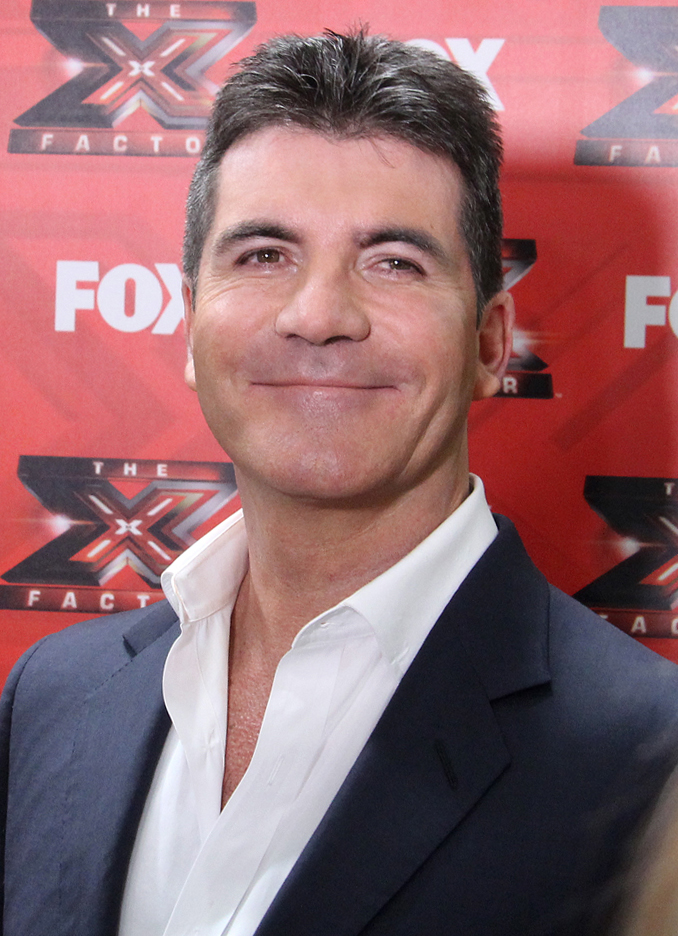
Simon Cowell v r. 2011

Formát X Factoru pochází z britských ostrovů, kde jej poprvé představila televize ITV v roce 2004. Za pořadem stojí samotný mediální guru Simon Cowell. Ten působil v britském originále od r. 2004 do 2010, kdy následně přenesl show do Spojených států, kde se uskutečnily již 3. ročníky. Mezi nejúspěšnější mutace ve světě patří např. právě britská, nebo i verze australská. Mezi celebritami, které se již vystřídaly na místech porotců můžeme najít kromě Cowella např. jména jako Nicole Scherzinger, Gary Barlow, L.A. Reid, Paula Abdul, Demi Lovato, Sharon Osbourne, Louis Walsh, Ronan Keating, Cheryl Cole apod.

## Formát
X Factor je pěveckou-reality soutěží, sleduje nejen pěvecké výkony, ale zpravidla i příběhy jednotlivých soutěžících. Ti se již od začátku přihlašují do jedné ze čtyř hlavních kategorií:
Kluci (Boys), Děvčata (Girls), Starší 28 let (Over 28) a Skupiny (Groups).

### Jednotlivé fáze

#### Producentské castingy
– jedná se o první kontakt budoucích soutěžích s produkcí, tyto castingy nejsou snímány kamerami, ani nejsou přístupné veřejnosti a jednotliví uchazeči zpívají před jednotlivými komisemi. Cílem je oddělit zrna od plev.

#### Otevřené castingy
– castingy, kde jsou již přítomni kromě moderátora také samotní porotci. Jedná se o castingy, které jsou přístupné veřejnosti a ta je také jedním z důležitých faktorů show. Obvykle bývají natáčeny ve větší hale. Zde již o postupu či nepostupu soutěžícího rozhoduje sama odborná porota složená z různých pěveckých či producentských hvězd. Soutěžící musí pro postup získat 3 porotcovské hlasy.

#### Bootcamp (soustředění)
– soutěžící, kteří postoupili z castingů čeká v této fázi opravdové „peklo“, zpravidla se natáčí během 2-3 dnů, a počet soutěžících je třeba zredukovat v každé kategorii na určitý počet. Ten se liší podle jednotlivých verzí a ročníků soutěže, zpravidla se však jedná o 8 soutěžících v každé kategorii. Během bootcampu soutěžící zpívají 2-3 písně přiřazené produkcí, na jejich nacvičení mají velmi málo času, bývají rozřazováni do různých uskupeních a jsou postupně vyřazováni, až zůstane konečný požadovaný počet.
Po bootcampu se jednotliví porotci dozvědí od produkce, kdo bude mentorovat kterou kategorii. Následně jsou o těchto výsledcích informováni i jednotliví, již rozdělení, soutěžící.

#### Judges Houses (Domy porotců)
– tato fáze bývá jednou z nejoblíbenějších, a také v ní často dochází k neuvěřitelným pěveckým výkonům. Každý z porotců (mentorů) pozve svou skupinu soutěžících k sobě domů, v zahraničních verzích (UK, US, AUS) zpravidla soutěžící jezdí po různých koutech světa. Na těchto místech každý ze soutěžících zazpívá před svým mentorem a jeho pomocným hvězdným hostem vybranou píseň, kterou musí svého mentora přesvědčit, aby si jej vybral do živých přenosů. Každý mentor vybere ze svých zpravidla 8 soutěžících finální 3-4, se kterými bude pracovat v následující fázi, té nejdůležitější, tedy Live Show.
Pozn. – v některých světových verzích došlo k různé kombinaci bootcampu a judges houses, např. také přidáním nového prvku, tzv. Chairs Challenge (výzvou stoliček), tato by však v naší mutaci uplatněna být neměla.

#### Live Show (Živé přenosy)
– v této fázi soutěže již přicházejí na řadu také diváci, a to smskovým hlasováním pro své favority. Jednotlivá živá kola mají určitá témata, která musí zpěvák dodržet, při „vyřazování“ také vystupují zpravidla 2 hudební hosté. Po odzpívání všech soutěžících je spuštěno hlasování, poslední 2 soutěžící, kteří obdrží za kolo nejméně hlasů zpívají ještě v ten večer v tzv. rozstřelu. Z těchto 2 zpěváků poté porota vybere 1, kdo opustí soutěž. Takto to postupuje dále, až se počet soutěžících zužuje, v dalších kolech zpívají zpravidla každý 2 nebo 3 písně, až vše vyvrcholí dvoudenním finále. V tom již porotci nemají rozhodovací pravomoc, ale vše je jich v rukou diváků, kteří svým hlasováním vyberou svého vítěze.

## 1. řada

### Obsazení

#### Moderátoři
Dne 21.1.2014 bylo zveřejněno jméno oficiálního moderátora pro první česko-slovenský ročník soutěže. Stal se jím Martin "Pyco" Rauch. Moderátor zveřejnil tuto informaci na svém oficiálním facebook kanálu, načež informaci potvrdila i samotná televize JOJ.

#### Porotci
Dne 29.1.2014 byla televizí Prima a televizí JOJ oficiálně zveřejněná porota prvního česko-slovenského ročníku. Porota X Factoru se skládala z českého herce, moderátora a zpěváka Ondřeje Brzobohatého, mladé slovenské zpěvačky Celeste Buckingham (známé z druhé série Česko-Slovenské SuperStar), dále slovenské zpěvačky a muzikálové pěvkyně Sisy Sklovské a textaře a zpěváka české hudební skupiny J.A.R. Oty Klempíře.

### Castingy
Producentské castingy se konaly v tyto termíny a v těchto místech:
Slovensko
| Město                       | Datum             | Místo                                         | Čas         |
| --------------------------- | ----------------- | --------------------------------------------- | ----------- |
| Bratislava, Slovensko       | 14. prosince 2013 | Dom odborov, Trnavské Mýto 1                  | 09.00-13.00 |
| Košice, Slovensko           | 14. prosince 2013 | CVČ, prevádzka Popradská 86                   | 09.00-12.00 |
| Námestovo, Slovensko        | 14. prosince 2013 | Dom kultúry, Štefánikova 208/7                | 09.00-12.00 |
| Spišská Nová Ves, Slovensko | 14. prosince 2013 | CVČ ADAM, Hutnícka ul.                        | 15.00-18.00 |
| Nitra, Slovensko            | 14. prosince 2013 | Hotel Mikado, Hollého 11                      | 15.00-18.00 |
| Komárno, Slovensko          | 14. prosince 2013 | Dom Matice slovenskej, Nám. M. R. Štefánika 6 | 15.00-18.00 |
| Prešov, Slovensko           | 15. prosince 2013 | Základná škola, Kúpeľná 2                     | 09.00-12.00 |
| Banská Bystrica, Slovensko  | 15. prosince 2013 | Hotel Arcade, Nám. SNP 5                      | 09.00-12.00 |
| Trenčín, Slovensko          | 15. prosince 2013 | Grand hotel, Palackého 3477                   | 09.00-12.00 |
| Bardejov, Slovensko         | 15. prosince 2013 | Gymnázium Leonarda Stöckela, Jiráskova 12     | 14.00-17.00 |
| Nitra, Slovensko            | 15. prosince 2013 | Hotel Mikado, Hollého 11                      | 15.00-18.00 |
| Žilina, Slovensko           | 15. prosince 2013 | Dom Odborov, Antona Bernoláka 51              | 15.00-18.00 |

Česko
| Město                 | Datum          | Místo                                                               | Čas         |
| --------------------- | -------------- | ------------------------------------------------------------------- | ----------- |
| Jihlava, Česko        | 18. ledna 2014 | Křesťanská základní škola, nám. Svobody                             | 09.00-12.00 |
| Brno, Česko           | 18. ledna 2014 | Základní škola Rašínova, Rašínova                                   | 15.00-19.00 |
| Plzeň, Česko          | 18. ledna 2014 | Benešova základní škola a mateřská škola, Doudlevecká               | 09.00-12.00 |
| Praha 1, Česko        | 18. ledna 2014 | Vyšší odborná škola a Střední průmyslová škola dopravní, Masná      | 15.00-21.00 |
| Olomouc, Česko        | 19. ledna 2014 | Základní škola a Mateřská škola logopedická, třída Svornosti        | 15.00-21.00 |
| Ostrava, Česko        | 19. ledna 2014 | Střední škola elektrotechnická, Na Jízdárně                         | 16.00-19.00 |
| Ústí nad Labem, Česko | 19. ledna 2014 | Obchodní akademie a jazyková škola s právem státní jazykové zkoušky | 15.00-18.00 |
| Liberec, Česko        | 19. ledna 2014 | Základní škola s rozšířenou výukou jazyků, ul. Husova               | 09.00-12.00 |

Castingy v Česku byly plánovány na 14. a 15. prosince, ale uskutečnily se o měsíc později.
Otevřené castingy, kde jsou již součástí jak oficiální porota, tak i divácké publikum, se začínají natáčet od 3. do 10. února v Bratislavské Incheba Expo Aréně.

### Bootcamp (soustředění)
Tato fáze soutěže se natáčela ve dnech 10.-12. února také v Bratislavské Incheba Expo Aréně. Do Bootcampu postoupilo z castingů 104 soutěžících. Během jednoho dne porota provedla další selekci. Nejprve rozdělila soutěžící do jednotlivých kategorií, poté obdržela každá z nich jednu píseň, kterou se museli během hodiny všichni naučit:
Dívky - If I were a boy

Kluci - Man in the mirror

Starší nad 28 let - Just give me a reason

Skupiny - Love me again

Po předvedení těchto písní porota vyřadila polovinu soutěžících. Následovala malá vsuvka v podobě nacvičování choreografického tance. Poté přišla na řadu 3. část Bootcampu, duety. Porota rozdělila zbylé soutěžící do dvojic, každá si mohla vybrat píseň ze seznamu songů. Po odzpívání porota vybrala 20 nejlepších soutěžících, 5 v každé ze čtyř kategorií. V závěru Bootcampu se jednotliví porotci dozvěděli, které kategorie budou mentorovat:
Ondřej Brzobohatý- Dívky

Celeste Buckingham- Kluci

Sisa Lelkes Sklovská- Starší nad 28 let

Oto Klempíř- Skupiny

### Judges Houses (Domy porotců)
5 soutěžících z každé kategorie bylo pozváno ke svým mentorům domů, aby z nich vzešla dvojice nejlepších v každé kategorii. Tito se následně utkají v živých přenosech. V 1. epizodě věnované Domům porotců se představily týmy Celeste a Oty. Ota pozval skupiny do hudebního klubu SaSaZu v Praze a k sobě domů, Celeste natáčela s kluky v prostoru heliportu bratislavského hotelu Kempinsky River Park. Ve 2. části se představily týmy Sisy a Ondry. Sisa si své soutěžící pozvala k sobě domů, Ondra natáčel s dívkami v Obecním domě v Praze.
| Porotce    | Kategorie         | Lokace                            | Poradce            | Postupující soutěžící           | Vyřazení soutěžící                                       |
| ---------- | ----------------- | --------------------------------- | ------------------ | ------------------------------- | -------------------------------------------------------- |
| Brzobohatý | Dívky             | Obecní dům (Praha)                | Karel Gott         | Katka Ščevlíková, Marina Laduda | Anh La Thi Quynh, Kristína Kušnírová, Dáša Šarközyová    |
| Buckingham | Kluci             | Kempinsky River Park (Bratislava) | Richard Müller     | Matěj Vávra, Tibor Gyurcsík     | Matěj Bláha, Tomáš Kaliarik, Lukáš Grüner                |
| Sklovská   | Starší nad 28 let | Sisin dům (Bratislava)            | Helena Vondráčková | Peter Bažík, Brigita Szelidová  | Miroslaw Witkowski, Monika Földesová, Bronislav Vařílek, |
| Klempíř    | Skupiny           | Hudební klub SaSaZu (Praha)       | Nightwork          | Ricco a Claudia, The Joys       | Crabslide, The Moment, Lady Jam                          |

### Live Shows (Živé přenosy)
| Kategorie (mentor)       | Soutěžící       | Soutěžící           |
| ------------------------ | --------------- | ------------------- |
| Kluci (Buckingham)       | Tibor Gyurcsík  | Matěj Vávra         |
| Dívky (Brzobohatý)       | Marina Laduda   | Katarína Ščevlíková |
| Starší 28 let (Sklovská) | Peter Bažík     | Brigita Szelidová   |
| Skupiny (Klempíř)        | Ricco & Claudia | The Joy$            |

#### Týden 1. (11. května)
- Téma: Absolutní hity[9]
- Hudební hosté: Celeste Buckingham

| Soutěžící           | Pořadí | Song                                           | Výsledek       |
| ------------------- | ------ | ---------------------------------------------- | -------------- |
| JOYS                | 1      | "How We Do (Party)- Rita Ora"                  | Postup         |
| TIBOR GYURCSÍK      | 2      | "Breakeven - The Script"                       | Postup         |
| PETER BAŽÍK         | 3      | "Love Me Again - John Newman"                  | Postup         |
| MARINA LADUDA       | 4      | "Like a Virgin - Madonna"                      | Spodní dvojice |
| RICCO A CLAUDIA     | 5      | "Hallelujah - Alexandra Burke"                 | Postup         |
| KATARÍNA ŠČEVLÍKOVÁ | 6      | "Where Is The Love - Black Eyed Peas"          | Postup         |
| MATĚJ VÁVRA         | 7      | "I'm Sexy And I Know It - LMFAO"               | Spodní dvojice |
| BRIGITA SZELIDOVÁ   | 8      | "You Are So Beautiful - Joe Cocker"            | Postup         |
| Song o přežití      |        |                                                |                |
| MATĚJ VÁVRA         | 1      | "Give Me Love - Ed Sheeran"                    | Postup         |
| MARINA LADUDA       | 2      | "It's a Man's Man's Man's World - James Brown" | Vyřazena       |

Hlasování porotců o vypadnutí
- Brzobohatý: Matěj Vávra
- Buckingham: Marina Laduda
- Sklovská: Marina Laduda
- Klempíř: Marina Laduda

#### Týden 2. (18. května)
- Téma: Songy s věnováním
- Hudební hosté: Ondřej Brzobohatý a Peter Cmorík, Peter Bič Project

| Soutěžící           | Pořadí | Song                                                   | Výsledek       |
| ------------------- | ------ | ------------------------------------------------------ | -------------- |
| TIBOR GYURCSÍK      | 1      | "Save The World - Swedish House Mafia"                 | Postup         |
| BRIGITA SZELIDOVÁ   | 2      | "When I Fall In Love - Nat King Cole"                  | Spodní dvojice |
| JOYS                | 3      | "I Love It - Icona Pop"                                | Postup         |
| PETER BAŽÍK         | 4      | "Wake Me Up - Avicii"                                  | Postup         |
| KATARÍNA ŠČEVLÍKOVÁ | 5      | "Make You Feel A Natural Woman - Aretha Franklin"      | Postup         |
| MATĚJ VÁVRA         | 6      | "You’re Nobody ‚Til Somebody Loves You - James Arthur" | Spodní dvojice |
| RICCO A CLAUDIA     | 7      | "Purple Rain - Prince"                                 | Postup         |
| Song o přežití      |        |                                                        |                |
| BRIGITA SZELIDOVÁ   | 1      | "Let It Be - The Beatles"                              | Vyřazena       |
| MATĚJ VÁVRA         | 2      | "Incomplete - Backstreet Boys"                         | Postup         |

Hlasování porotců o vypadnutí
- Brzobohatý: Brigita Szelidová
- Buckingham: Brigita Szelidová
- Sklovská: Matěj Vávra
- Klempíř: Matěj Vávra

Následoval tzv. Deadlock, kdy nejméně hlasů od diváků obdržela Brigita.

#### Týden 3. - FINÁLE (25. května)
- Téma: Vlastní výběr, duet s mentorem, vítězný song
- Hudební hosté: Richard Müller a skupina Fragile

Část 1.
| Soutěžící           | Pořadí | Song                                                       | Výsledek |
| ------------------- | ------ | ---------------------------------------------------------- | -------- |
| KATARÍNA ŠČEVLÍKOVÁ | 1      | "A Little Party Never Killed Nobody (All We Got) - Fergie" | Vyřazena |
| MATĚJ VÁVRA         | 2      | "Earth song - Michael Jackson"                             | Vyřazen  |
| JOYS                | 3      | "Diamonds - Rihanna"                                       | Vyřazeny |
| TIBOR GYURCSÍK      | 4      | "Skyfall - Adele"                                          | Postup   |
| RICCO A CLAUDIA     | 5      | "Je Suis Malade - Lara Fabian"                             | Postup   |
| PETER BAŽÍK         | 6      | "Locked Out of Heaven - Bruno Mars"                        | Postup   |

Část 2.
| Soutěžící       | Pořadí | První song (duet s mentorem)                       | Pořadí | Druhý song (vítězný song) | Výsledek |
| --------------- | ------ | -------------------------------------------------- | ------ | ------------------------- | -------- |
| PETER BAŽÍK     | 1      | "Proud Mary" (se Sisou Sklovskou)                  | 4      | "When I Was Your Man"     | Vítěz    |
| RICCO & CLAUDIA | 2      | "Read All About It" + "Maksimig" (s Oto Klempířem) | 5      | "Hoy Tengo Ganas de Ti"   | 2. místo |
| TIBOR GYURCSÍK  | 3      | "Say Something" (s Celeste Buckingham)             | N/A    | N/A – již vyřazený        | 3. místo |

### Sledovanost
| #  | Epizoda                            | Datum premiéry  | Sledovanost Česko (15+) | Sledovanost Slovensko (12-54) |
| -- | ---------------------------------- | --------------- | ----------------------- | ----------------------------- |
| 1  | 1. casting                         | 9. března 2014  | 418 000                 | 326 000                       |
| 2  | 2. casting                         | 16. března 2014 | 476 000                 | 437 000                       |
| 3  | 3. casting                         | 23. března 2014 | 501 000                 | 364 000                       |
| 4  | 4. casting                         | 30. března 2014 | 582 000                 | 351 000                       |
| 5  | 5. casting                         | 6. dubna 2014   | 524 000                 | 310 000                       |
| 6  | 6. casting                         | 13. dubna 2014  | 546 000                 | 352 000                       |
| 7  | Bootcamp                           | 20. dubna 2014  | 427 000                 | 247 000                       |
| 8  | Domy porotců, část 1.              | 27. dubna 2014  | 381 000                 | 304 000                       |
| 9  | Domy porotců, část 2.              | 4. května 2014  | 451 000                 | N/A                           |
| 10 | 1. Live show                       | 11. května 2014 | 268 000                 | 420 000 (12+)                 |
| 11 | 1. Live show – rozhodnutí          | 11. května 2014 | 240 000                 | 270 000 (12+)                 |
| 12 | 2. Live show                       | 18. května 2014 | 257 000                 | 238 000                       |
| 13 | 2. Live show – rozhodnutí          | 18. května 2014 | N/A                     | N/A                           |
| 14 | 3. Live show – Finále              | 25. května 2014 | 313 000                 | 218 000                       |
| 15 | 3. Live show – Finále – rozhodnutí | 25. května 2014 | 334 000                 | N/A                           |